# NGC 1882
NGC 1882 is een open sterrenhoop in het sterrenbeeld Goudvis. Het hemelobject werd op 3 januari 1837 ontdekt door de Britse astronoom John Herschel.

## Synoniemen
- ESO 85-SC57